# 小朋友齊打交Online
《小朋友齊打交Online》（英語：Little Fighter Online，台灣名稱：《小鬥士大冒險Online》），香港大型多人線上遊戲。

## 簡介
《小朋友齊打交Online》是《小朋友齊打交2》的續作，於2004年10月22日開始由越一科技有限公司推出，2016年1月27日結束營運。
遊戲模式共分「故事模式」、「任務模式」、「對戰模式」三種。故事模式呈現主線劇情；任務模式則以補齊主線空白或刻劃角色過去的外傳式劇情為主；對戰模式設有多種場地，玩家可自行挑選電腦操縱的角色作為對手，也能邀請其他玩家切磋。它共有四個遊戲篇章：合體戰神篇、邪魔亂世篇、超級元力篇、最強武者篇、摩摩星人篇、撒旦降臨篇及勇闖魔界篇。其後亦推出「LFO 線上漫畫」服務，由馬遜（Billy Ma）作畫、朱仲豪腳本，漫畫最終共發行了18卷。
當角色習得招式後每使用一次便會計算經驗值，進而提升其使用效果。遊戲具有類似常見的寵物系統，稱為摩摩星朋友系統。擁有摩摩星朋友之後可培訓其共同戰鬥，並可藉裝備衣飾使他們擁有不同功能及外觀。

## 特色
本作最大特色為保留原作LF1及LF2中的清版動作遊戲風格，以多人合作的2D橫向闖關及多人自由組隊對戰等模式作為遊戲最大賣點。除遊戲模式外，結合多種風格如神秘學、歷史、科幻元素的遊戲主軸劇情亦深受玩家關注。在故事發展之中出現了一個個角色，引伸出玩家對遊戲角色及招式收集的熱潮。遊戲有超過100位可選擇角色。角色及招色可於市面實體商店或越一網上商城中購買遊戲卡包獲得。LFO遊戲卡主要分2個世代，LFO卡及LFO X卡。相比起舊版LFO卡，LFO X卡於設計及品質上有更進一步的提升。而特別的角色及招式卡更只於會場限量發售 ，為香港電玩動漫節做成為搶得限量產品而通霄排隊入場的慣例。

## 故事介紹

### 主要角色
迪雲（Davis）
文光中學搏擊社的隊長，為人成熟穩重，做事細心，領導才能高，深受各同學愛戴。母親早逝；父親為偉大的科學家「迪諾夫」，並有一名亦曾擔任搏擊社隊長的大哥「迪倫」。但兩人於兩年前失蹤，至今下落不明。目前居住在阿姨家。
在冰尊者「菲沙」的指導下學習了「元力」並加入了「元武會」，並與同伴先後摧毀了「血骷髏軍團」、「上帝之手」等邪惡組織，拯救世界於危難之中。在「血骷髏軍團」的大本營眾人決戰龐士中和邪鬼單獨對戰，並得知父親和大哥死於他手(其實是為了讓迪雲憤怒好增強力量對戰)。在龐士以真身姿態擊垮眾人時，和星奇力量一同發揮擊敗了魔王龐士，並逃出羅剎堡。在「上帝之手」的飛行要塞中受了重傷，被「邪鬼」救走，後與其一同前往天空聖城「美干達」。美干達聖城一役中，在迪倫使用「燃燒生命的拳術」將力量傳給迪雲的幫助下，將自身的基因潛能完全激發，最後成功阻止了父親「迪諾夫」的「人類審判計劃」。一年後因「暗黑戰神」的出現而與同伴前往魔界，並和撒卡及黑羅剎等人聯手對抗真菌元——「惱」。接受過完整的基因強化，被稱為「米迦勒合成體」。現於魔界與戰鬥型摩摩星人的交手中落敗被抓走。
星奇（Stinky）
剛轉校來文光中學的插班生，也是搏擊社的新隊員，為人衝動火爆，十分自大。開學第一天對米兒一見鍾情，加入搏擊社的最大原因，便是為了親近米兒。論實力雖比不上迪雲和悟地，潛能與爆發力卻在兩人之上，並因此受血骷髏軍團比堤青眼有加，亟欲網羅其作為麾下。
在剛入學時已能使用元力，後在火尊者「菲雲」的教導下掌握控制的方法。與同伴先後摧毀了「血骷髏軍團」、「上帝之手」等邪惡組織。在「上帝之手」的飛行要塞中被終極魔人附身於體內，與他思想合一。後於美干達聖城一役中身受重傷，掉入大海裡失蹤。
真實身份為「龍神」，也是蚩尤之子。由於身體曾因為某些原因靈魂借居哈邦肉身，元力種類與哈邦屬於同類型，同時得到了悠長的壽命，並成為了納米亞王族的龍神。後因冰封「滅神獸」而使用「無限超界」，失去了「超界力量」以及所有記憶。在繭中修復完畢時恢復3000年前原本的身體，但失去記憶而被納米亞王和皇后照顧，並稱呼為「爺爺」、「奶奶」。在美干達一役後重傷昏迷，於思想世界重遇哈邦，恢復了過去的所有記憶，並接受了哈邦、索特和終極守神的力量（在接受了終極守神的力量後重獲「超界力量」），後前往魔界並暗中協助迪雲等人。絕技為「超界旋風拳」。不明原因和迪雲的元力一同發揮可爆發出強大的威力。現正於魔界的「寂谷」中追殺真菌元——「惱」。
米兒（Cutie）
文光中學搏擊社的總務，也是新一代的大魔導士；為人開朗活潑，喜歡小動物，是一個很有愛心的女孩。身負女媧血統，極富愛心，認為無論任何種族都應該和平共處。
在火尊者「菲雲」的指導下學習了「元力」並加入了「元武會」，並與同伴先後摧毀了「血骷髏軍團」、「上帝之手」等邪惡組織。在「魔鬼蝕日」期間匿藏起來躲避「上帝之手」的追捕，並於「元武會」總壇中得到了女媧遺留的力量，後與同伴一起坐飛船前往天空聖城「美干達」。美干達聖城一役後，獨自離開去尋找失蹤的星奇，後於北極和迪雲等人會合。一年後因「暗黑戰神」的出現而與同伴前往魔界，並和撒卡及黑羅剎等人聯手對抗真菌元——「惱」。現正於魔界與夥伴一同攻打「食肉森林」，並與小丹和黑羅剎一同逃出了智達的「漆黑世界」。
小丹（Dennis）
文光中學搏擊社的副隊長，為人活潑好動，喜歡幫助同學，是個充滿運動細胞的陽光少年。
身手敏捷，在火尊者「菲雲」的指導下學習了「元力」並加入了「元武會」，並與同伴先後摧毀了「血骷髏軍團」、「上帝之手」等邪惡組織。在「上帝之手」的飛行要塞中不敵魔人「蓮娜」而被打出飛船，被天尊者「宇歷斯」所救並送至天空聖城「美干達」。宇歷斯看中小丹優越的速度天賦而指導其修練，修練後達到了接近人類極限的超快速度，後與宇歷斯一起留在聖城等待地面上的同伴援軍以對抗「上帝之手」。美干達聖城一役後，與迪雲等人回到地面上恢復正常生活。一年後因「暗黑戰神」的出現而與同伴前往魔界，並和撒卡及黑羅剎等人聯手對抗真菌元——「惱」。現正於魔界與夥伴一同攻打「食肉森林」，並與米兒和黑羅剎一同逃出了智達的「漆黑世界」。
悟地（Woody）
耀昇書院搏擊社的隊長，為人心思細密，觀察力強，處事冷靜，加上俊俏的臉孔，深受女同學熱烈歡迎。
「虎山派」弟子，具有非常優秀的分析能力和判斷力，相比力量更擅長以戰術取勝。在冰尊者「菲沙」的指導下學習了「元力」並加入了「元武會」，並與同伴先後摧毀了「血骷髏軍團」、「上帝之手」等邪惡組織。在「魔鬼蝕日」期間與師伯「玄武」和師弟「申武玄」留在深山中修練並最終練成虎山派的最高武學，後與同伴一起坐飛船前往天空聖城「美干達」。美干達聖城一役後，與迪雲等人回到地面上恢復正常生活。一年後因「暗黑戰神」的出現而與同伴前往魔界，並和撒卡及黑羅剎等人聯手對抗真菌元——「惱」。現於魔界與戰鬥型摩摩星人的交手中落敗被抓走。

### 其他角色
璇瓏（Jessie）
馬龍（Milo）
歷奇（Ricky）
域多（Victor）
佛覺（Fuku）
佛恆（Heng）
茱迪（Judi）
菲沙（Freeze）
元武會冰尊者。四大元素尊者之一，擁有操控冰元素的力量。
菲雲（Firen）
元武會火尊者。四大元素尊者之一，擁有操控火元素的力量，是冰尊者－菲沙的弟弟。
溫蒂（Windy）
元武會風尊者。四大元素尊者之一，擁有操控風元素的力量，也是文光中學搏擊社的代理教練。
霍雷（Fox）
元武會雷尊者。四大元素尊者之一，擁有操控雷元素的力量。
約翰（John）
達爾（Deep）
亨利（Henry）
陸道（Rudolf）
黃金親衛兵（Knight）
亞真（Jan）
幻音神巫（Witch）
紅魔鬼（Lava）
比堤（Bat）
邪鬼（Julian）
天魔（Firzen）
龍翼（Louis）
龍翼EX / 機甲龍翼（Louis EX）
龐士（Omega）
琪琪（Kiki）
柏高（Paco）
姬絲（Jace）
卓男（Chester）
申武玄（Sun）
地藏十兵衛（Ninjaking）
托比 / 小力（Tobi）
安雅（Anya）
玄武（Yuenmu）
樂雲（Rova）
蓋亞（Gaia）
宇歷斯（Uranus）
泰加（Tiga）
蓮娜（Nina）
奧龍（Owen）
迪倫（Dilun）
撒卡（Zack）
少年迪倫（Diluns）
終極魔人（Lastevil）
黑羅剎（Hector）
黃帝（King）
蚩尤（Chiyua）
女媧（Ruwa）
巫神（Molsonp）
素心
神母號（St.Mary）
索特（Sola）
哈邦（Habo）
夜剎（Jagr）

## 外部連結
- LFO官方網頁(已失效)
- 《LFO資料博物館》（页面存档备份，存于）